# Trunko

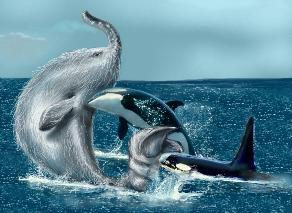
Rappresentazione artistica di Trunko attaccato da due orche ad opera di Bill Asmussen.

Trunko (dall'inglese trunk, «proboscide») è il soprannome dato a una creatura criptozoologica che si dice sia stata avvistata il 25 ottobre 1924 a Margate, in Sudafrica; in un articolo pubblicato sul Daily Mail di Londra il 27 dicembre, la creatura venne descritta come A Fish like A Polar Bear, un «pesce simile a un orso polare». Quando venne avvistato per la prima volta, l'animale sarebbe stato coinvolto in uno scontro al largo della costa con due orche, che lo avrebbero tenuto sotto scacco per tre ore. Si dice che abbia usato la sua estremità posteriore per attaccare i cetacei ed è stato riferito che si alzò a circa 6 metri fuori dall'acqua. Uno dei testimoni oculari, Hugh Ballance, disse che l'animale, durante l'ultimo combattimento, sembrava un «gigantesco orso polare».
Secondo gli scienziati la principale spiegazione a riguardo dell'identità della creatura è che si trattasse in realtà di un globster, ovvero una massa di materia organica arenata, probabilmente un cadavere in putrefazione di un cetaceo o di un altro animale marino.

## Descrizione
La creatura venne gettata dalle onde sulla spiaggia di Margate, ma sebbene fosse rimasta lì per dieci giorni, non venne esaminata da nessuno scienziato. Pertanto, non fu possibile pubblicare alcuna descrizione affidabile e fino al settembre del 2010 si ipotizzava addirittura che non ne fosse stata pubblicata nessuna fotografia. Alcuni testimoni, i cui dettagli personali non sono stati registrati, riferirono che l'animale aveva una pelliccia bianca come la neve, il tronco simile a quello di un elefante e una coda simile a quella di un astice; inoltre, era del tutto privo di sangue.
Alcuni bagnanti ne misurarono le dimensioni mentre era ancora sulla spiaggia: si scoprì che la creatura era lunga circa 14 m, larga circa 3 m e alta circa 1,5 m. Anche la proboscide era lunga 1,5 m e aveva un diametro di 35 cm. La coda era lunga 3 m. Secondo gli intervistati, la proboscide usciva direttamente dal tronco: sulla carcassa non era riconoscibile alcun segno di testa.
Il 27 marzo 1925 il Charleroi Mail della città di Charleroi, in Pennsylvania, pubblicò un articolo intitolato Whales Slain By Hairy Monster («Balene uccise da un mostro peloso»). Secondo questo articolo, alcune balene furono uccise da una strana creatura; l'animale venne poi trasportato dalle onde sulla spiaggia, dove perse conoscenza per la stanchezza, ma ritrovò la via del mare dopo dieci giorni e non fu mai più visto.
A causa della sua presunta proboscide, lo strano animale venne ribattezzato «Trunko» dal criptozoologo britannico Karl Shuker nel suo libro The Unexplained del 1996.

## Spiegazioni
Negli anni sono state fatte varie speculazioni per cercare di spiegare il fenomeno: quella più comunemente accettata è che Trunko fosse stato il cadavere di una grande balena, di uno squalo balena o di uno squalo elefante, che sembrava peloso a causa della putrefazione e che aveva attirato l'attenzione di due orche. È stato anche suggerito che Trunko fosse stato una specie ancora sconosciuta di grande balena, pinnipede o sirenide. Una delle spiegazioni più insolite è che si fosse trattato di un elefante marino del sud albino. Generalmente è sempre stato considerato come un criptide, oggetto di studio per la criptozoologia.
Il 6 settembre del 2010 Karl Shuker annunciò che una fotografia fino ad allora sconosciuta di Trunko era stata scoperta dal criptozoologo tedesco Markus Hemmler sul sito web della Margate Business Association; Shuker, guardandola, si rese conto che Trunko non era altro che un globster, vale a dire un enorme ammasso di pelle e grasso contenente collagene che talvolta si stacca dal corpo di una balena morta, mentre il cranio e lo scheletro dell'animale affondano. La foto era stata scattata dal fotografo di Johannesburg A. C. Jones, che era andato a vedere i resti di Trunko una volta arenati sulla spiaggia. Tre giorni dopo, Shuker rivelò che lui e Hemmler avevano scoperto indipendentemente altre due foto di Trunko scattate da Jones che erano state pubblicate nell'agosto del 1925 sulla rivista Wide World Magazine. Quei primi piani mostravano indubbiamente un classico globster, confermando l'ipotesi che era già stata portata avanti da Shuker sull'identificazione di Trunko, e rivelavano chiaramente che la sua «pelliccia» bianca era tessuto connettivo esposto. Risulta così convincente ritenere che le due orche viste «lottare» contro la misteriosa creatura stessero in realtà interagendo con questa carcassa, che osservata da lontano dava l'impressione di essere anch'essa un animale dotato di vita propria. Forse l'aspetto più sorprendente di questa rivelazione è che due foto del cadavere di Trunko erano state pubblicate su una rivista popolare nel 1925, rimanendo del tutto ignorate dalla comunità zoologica e criptozoologica per i successivi 85 anni.
Nel marzo del 2011 una quarta fotografia di Trunko venne scoperta da Bianca Baldi negli archivi del Museo di Margate in Sudafrica.

## La data dell'evento
La data esatta del rinvenimento della carcassa non è ancora chiara. Mentre l'articolo del Daily Mail indica il 25 ottobre 1924 come il giorno della «battaglia» tra le balene e il criptide, Karl P. Shuker, nel suo libro From Flying Toads to Snakes with Wings, indica il 1º novembre 1922 come la data effettiva dell'accaduto. La stessa data può anche essere trovata su molti siti web che si occupano dell'argomento.